# Pränatalmedizin
Die Pränatalmedizin (Prae- (lat.) = vor-; natus (lat.) = Geburt) ist die vorgeburtliche Medizin, die sich sowohl auf die Schwangere als auch auf den Embryo bzw. den Fötus bezieht. Zur Pränatalmedizin gehören:
- Pränataldiagnostik
- Therapie in utero

Nicht zu verwechseln ist die Pränatalmedizin mit der Präimplantationsmedizin, die vor dem Einnisten der befruchteten Eizelle im Mutterleib stattfindet (Künstliche Befruchtung, Intrazytoplasmatische Spermieninjektion (ICSI), In-vitro-Fertilisation (IVF), Präimplantationsdiagnostik).